# Неттельгорст
Неттельгорст (нем. Nettelhorst) — баронский род.
Род принадлежит к древнему прибалтийскому дворянству.
В годы Северной войны Магнус Неттельгорст командовал русским драгунским полком при Калише (1706) против шведов.
Высочайше утверждённым (04 июня 1894) мнением Государственного Совета подполковнику Павлу и полковнику Петру Робертовичам фон-Неттельгорст, с нисходящим их потомством, дозволено пользоваться баронским титулом.
- Полковник барон Виталий Павлович Неттельгорст — командир л.-гв. Гусарского полка.
- Эрнст Кристоф фон Неттельгорст — жалован австрийским дипломом на графское достоинство (13.04.1804).
- Иван Неттельгорст — за выслугу получил орден Святого Георгия 4-й степени (13.11.1771).
- Неттельгорст, Пётр Робертович (1850—?) — генерал от кавалерии.

## Описание герба
Щит рассечен. В правом золотом поле красная собака в золотом ошейнике. В левом красном три серебряных розы в столб.
Щит увенчан повернутым коронованным дворянским шлемом. Нашлемник — возникающая красная собака в золотом ошейнике, между красным и золотым орлиными крыльями. Намет красный с золотом.